# 関屋蒲鉾
関屋蒲鉾株式会社（せきやかまぼこ）は、福岡県柳川市に本社を置く水産加工物製造業者である。

## 沿革・歴史
- 1882年 - 緒方寅次郎創業。
- 1903年 - 緒方末次郎家業を継ぐ。
- 1930年 - 合名会社関屋本店設立。
- 1948年 - 合資会社関屋本店に改組。
- 1952年 - 合資会社関屋蒲鉾本店に商標改称。
- 1974年 - 緒方覚社長就任。
- 1986年 - 流通センター設立及び本社事務所移転。
- 1988年 - 販売部門として株式会社関屋商事設立。
- 1991年 - 合資会社関屋本店と株式会社関屋商事を統合し、関屋蒲鉾株式会社とする。
- 1999年 - 新工場設立。
- 2010年 - 関屋蒲鉾株式会社直売店「柳川かまぼこ処せきや」を開店。
- 2015年 - 末吉茂社長就任。
- 2017年 - 緒方尚美社長就任。

## 本社・工場・売店
- 本社工場（福岡県柳川市）
- 本社工場内には、蒲鉾製造の過程を見学することが出来る見学者用通路が設置されており、主に小学校の社会見学や、産業観光ツアーなどで利用されている。
- 工場前には直売店「柳川かまぼこ処せきや」があり、せきやならではのこだわりの蒲鉾や竹輪、また季節限定のハレかまなどを買うことが出来る。
- 毎年が5月のゴールデンウイークには「せきや祭り」が開催されて県内外からのお客様で大変賑わうイベントがある